# Cestromoecha
Cestromoecha is een geslacht van rechtvleugeligen uit de familie sabelsprinkhanen (Tettigoniidae). De wetenschappelijke naam van dit geslacht is voor het eerst geldig gepubliceerd in 1893 door Karsch.

## Soorten
Het geslacht Cestromoecha omvat de volgende soorten:
- Cestromoecha crassipes Karsch, 1890
- Cestromoecha mundamensis Karsch, 1896
- Cestromoecha tenuipes Karsch, 1890